# Wapen van Hoogezand

Het wapen van Hoogezand

Het wapen van Hoogezand werd op 3 december 1821 per Koninklijk Besluit door de Hoge Raad van Adel aan de Groninger gemeente Hoogezand toegekend. Vanaf 1 april 1949 is het wapen niet langer als gemeentewapen in gebruik omdat de gemeente Hoogezand opging in de gemeente Hoogezand-Sappemeer. Elementen uit het wapen van Hoogezand zijn terug te vinden in het bovenste helft van het wapen van Hoogezand-Sappemeer.

## Blazoenering
De blazoenering van het wapen luidt als volgt:
Op een met liggende blokken van sabel bezaaid veld gouden een tandrad van sabel, en een schildhoofd van keel, beladen met een klinkhamer, geflankeerd door 2 breeuwhamers van goud. Het schild gedekt door een kroon van 3 bladen en 2 paarlen.

## Verklaring
Het wapen is een aanduiding van de soort werkzaamheden in Hoogezand. De blokken staan voor turfwinning, de hamers voor scheepsbouw en industrie en het rad voor de machinebouw. Aan het begin van de 17e eeuw gaf de stad Groningen opdracht om Winschoterdiep een kanaal te graven vanaf het Foxholstermeer naar het onbewoonde Sappemeer. De moeilijkheid was het graven door het Hooge Zandt. In 1617 werd het Sappemeer bereikt, dat in de loop van de 17e en ten slotte in de 18e eeuw werd drooggelegd. In het verkregen gebied ontstond het dorp Hoogezand die in 1669 een eigen kerk en daarmee haar zelfstandigheid kreeg. Na de turfwinning werd de industrie de voornaamste bestaansbron in Hoogezand.
Omdat de gemeente voor 1795 vertegenwoordigd was in de landdag van de provincie Groningen mocht zij een kroon op het wapen voeren. 

## Verwante wapens

Wapen van Hoogezand-Sappemeer

Adorp
· Aduard
· Appingedam
· Baflo
· Bedum
· Beerta
· Bellingwedde
· Bellingwolde
· Bierum
· De Marne
· Delfzijl 
· Eemsmond
· Eenrum
· Ezinge
· Finsterwolde
· Grijpskerk
· Grootegast
· Haren
· Hefshuizen
· Hoogezand
· Hoogezand-Sappemeer
· Hoogkerk
· Kantens
· Kloosterburen
· Leek
· Leens
· Loppersum
· Marum
· Meeden
· Menterwolde
· Middelstum
· Midwolda
· Muntendam
· Nieuweschans
· Nieuwe Pekela
· Nieuwolda
· Noordbroek
· Noorddijk
· Oldehove
· Oldekerk
· Onstwedde
· Oosterbroek
· Oude Pekela
· Reiderland
· Sappemeer
· Scheemda
· Slochteren
· Stedum
· Ten Boer
· Termunten
· Uithuizen
· Uithuizermeeden
· Ulrum
· Usquert
· Vlagtwedde
· Warffum
· Wedde
· Wildervank
· Winschoten
· Winsum
· 't Zandt
· Zuidbroek
· Zuidhorn